# Station Frankfurt (Main) Rödelheim
Frankfurt (Main) Rödelheim is een station in de Duitse stad Frankfurt am Main. Het station is gelegen in het stadsdeel Rödelheim. S-Bahn-lijnen S3, S4 en S5 stoppen hier.

## Geschiedenis

### Oud station
De Homburg-spoorlijn werd in 1860 geopend om Frankfurt en Bad Homburg met elkaar te verbinden, ter vervanging van een in 1850 opgerichte paardenbuslijn. Het station van Rödelheim werd met de lijn geopend. Oorspronkelijk liep de lijn tussen de Main-Weser-lijn en Rödelheim door de Rebstockgelände ("wijngaarden") ten westen van Frankfurt. De huidige route tussen Rödelheim en de Main-Weser-lijn bij het station van Bockenheim (nu Frankfurt West-station) verving de oude lijn in 1884. In 1874 werd de Kronberg-spoorlijn oorspronkelijk geopend als enkelspoor via Eschborn naar Kronberg im Taunus. Het oude station werd gesloten en het station verhuisde naar de huidige locatie.

### Nieuw station
In 1901 werd de lijn van Homburg naar Friedberg verlengd tot Friedrichsdorf. Op persoonlijk verzoek van de keizer werd de capaciteit van de hele route van Frankfurt naar Friedberg en Friedrichsdorf verhoogd, inclusief de verdubbeling van de lijn van 1907 tot 1910. Op 1 september 1905 werd een verbinding geopend door de wijngaarden van Frankfurt (Rebstockgelände), in eerste instantie alleen voor goederentreinen en speciale treinen. Het vertakt zich van de Homburg-lijn ten zuiden van het station van Rödelheim richting Höchst en werd vanaf 1908 gebruikt door passagierstreinen op de Bad Nauheim-Wiesbaden-lijn (Bäderbahn, Bath Railway), de lijn tussen de kuuroorden (Duits: Bad) van Wiesbaden, Bad Homburg en Bad Nauheim. Een verbinding tussen deze lijn en Frankfurt Hauptbahnhof werd geopend op 15 maart 1927 en wordt nog steeds gebruikt door treinen die aansluiten op de Hoge Taunus-lijn (Taunusbahn) ten noorden van Bad Homburg. Elk van deze lijnen was dubbelspoor; alleen de Kronberg-tak was enkelspoor. Met de opname van Rödelheim in Frankfurt in 1910 veranderde het station zijn naam in Frankfurt-Rödelheim. De verlenging van de geëlektrificeerde tramlijn werd in 1911 geopend naar het station van Rödelheim.
Vanaf de zomer van 1954 was er op de lijnen naar Kronberg en Bad Homburg een regelmatige intervaldienstregeling, met treinen die elk half uur reden. Omdat de Rebstock-bocht van Homburg naar Höchst verouderd was, werd deze in 1963 gesloopt tijdens de aanleg van de snelweg A5. Vandaar dat de lijn van het station naar het knooppunt Nidda werd teruggebracht van vier sporen naar twee sporen. De verbindingsbocht is later teruggebouwd naar enkelspoor.
Messe · Galluswarte · Hauptbahnhof · Taunusanlage · Hauptwache · Konstablerwache · Ostendstraße · Lokalbahnhof · Südbahnhof · Mühlberg · Westbahnhof · Flughafen Fernbahnhof · Flughafen Regionalbahnhof